# Mitu
Mitu é um gênero de aves da família Cracidae.

## Espécies
As seguintes espécies são reconhecidas:
- Mitu tomentosum (Spix, 1825)
- Mitu salvini (Reinhardt, 1879)
- Mitu tuberosum (von Spix, 1825)
- Mitu mitu (Linnaeus, 1766)

Na lista de 2015 do Comitê Brasileiro de Registros Ornitológicos (CBRO), as espécies tomentosa, mitu e tuberosa, antes classificadas neste gênero, foram migradas para o gênero Pauxi.